# Fokko Tadama

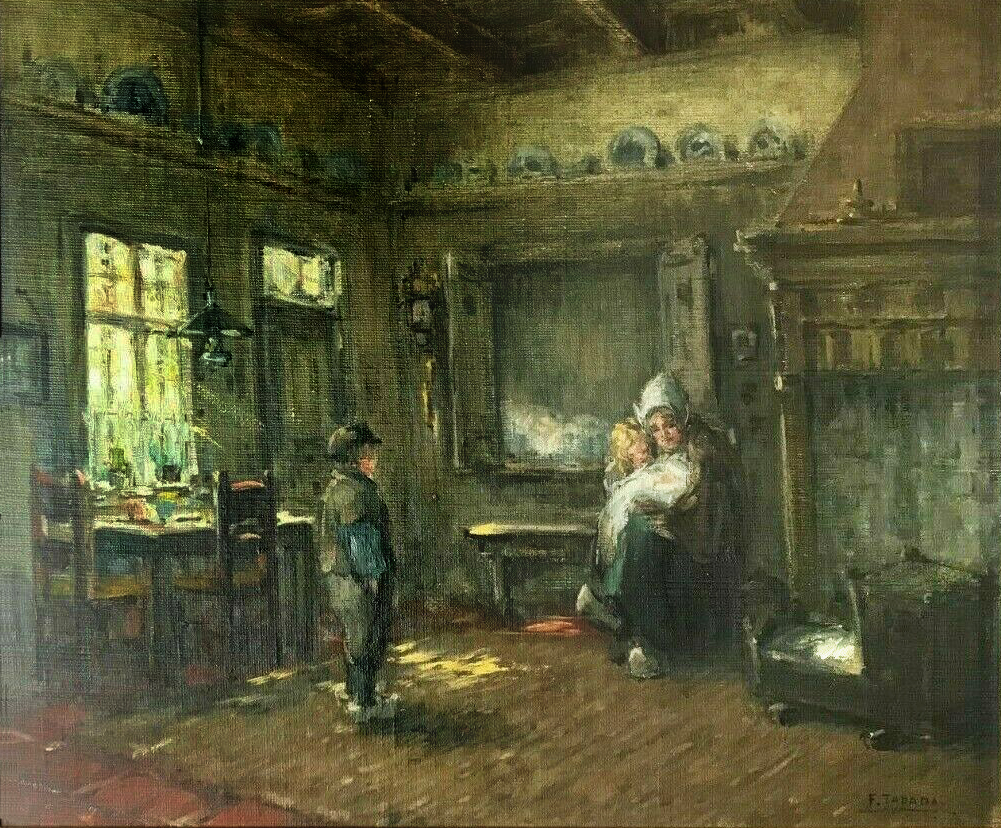
Frau und Kinder

Fokko Tadama (* 16. Mai 1871 in Bandar (Distrikt Pantar, Sumatra); † 1935 in Seattle) war ein niederländischer Maler, Radierer und Zeichner.
Tadama wurde in Indonesien als uneheliches Kind eines niederländischen Vaters und einer indonesischen Mutter geboren. Er wurde in jungen Jahren verwaist und kam in die Niederlande. 
Tadama war Schüler von Hendrik Willebrord Jansen in Amsterdam, danach bei der Gesellschaft „Kunstpraktijk“ in Arnheim unter der Leitung von Sieger Jan Baukema, dann 1892 an der Rijksnormaalschool in Amsterdam und von 1892 bis 1895 an der Rijksakademie van beeldende kunsten Amsterdam. 
1895 heiratete er die Malerin Thamine Groeneveld, mit der er zwei Kinder bekam. 1897 zogen sie nach Egmond aan den Hoef, wo sie der Egmonder Malschule von George Hitchcock beitraten. Beide malten hauptsächlich Landschaften im Stil der Haager Schule. 1898 stellten beide im Salon der Société des Artistes Français in Paris aus.  
Kurz nach 1900 hörte er auf zu malen und widmete sich hauptsächlich der Jagd und seinem großen Hundezwinger. 1907 zog das Paar nach Katwijk aan Zee in der Provinz Zuid-Holland. 1909 verließ er seine Familie und emigrierte nach Seattle, wo er wieder mit der Malerei begann. 1935 beendete er dort sein Leben. 